# Philippe Simonnot
Philippe Simonnot (* 10. Juli 1941; † 17. November 2022) war ein französischer Ökonom, Journalist und Sachbuchautor.

## Leben
Simonnot war promovierter Volkswirt. Der Schwerpunkt seiner publizistischen Arbeit lag zunächst bei Fragen des weltweiten Erdölmarktes und der Mineralölindustrie, später auf Fragen der Währung und der Ökonomie der Religion. Er publizierte u. a. in den Zeitungen Le Monde und Le Figaro und leitete mehrere ökonomische Institute in Frankreich. Angesichts der Eurokrise plädierte er für die Rückkehr zum Goldstandard. Simonnot galt als wirtschaftsliberaler Kritiker übermäßiger Staatsaktivität. Er publizierte ab 1972 mehr als 25 Sachbücher, von denen sich drei mit der Geschichte Deutschlands im 20. Jahrhundert befassen und eines auch in deutscher Sprache erschienen ist. Für sein Buch Vingt-et-un siècles d'économie von 2002 wurde er mit dem „Prix Rossi“ geehrt.

## Veröffentlichungen
- L'Avenir du système monétaire, Paris, Robert Laffont, 1972.
- Clefs pour le pouvoir monétaire, Paris, Seghers, 1973.
- Le Complot pétrolier: du rapport Schvartz à la dénationalisation d'ELF, Paris, 1976.
- Le Monde et le pouvoir, préface de Michel Le Bris, Jean-Pierre Le Dantec, Jean-Paul Sartre, Paris, Les Presses d'aujourd'hui, 1977.
- Les Nucléocrates, Grenoble, Presses universitaires de Grenoble, 1978.
- Banquiers, votre argent nous intéresse, Paris, Grasset, 1979.
- Mémoire adressé à Monsieur le Premier Ministre sur la guerre, l'économie et les autres passions humaines qu'il s'agit de gouverner, Paris, Le Seuil, 1981.
- Le Grand Bluff économique des socialistes, Paris, Jean-Claude Lattès, 1982.
- Le Sexe et l'économie ou la Monnaie des sentiments, Paris, J.-C Lattès, 1985.
- Homo sportivus: sport, capitalisme et religion, Paris, Gallimard, 1988.
- Le Secret de l'armistice: 1940, Paris, Plon, 1990.
- Doll'art, Paris, Gallimard, 1990.
- 39 leçons d'économie contemporaine, Paris, Gallimard, 1998.
- Mitterrand et les patrons, 1981–1986, avec Yvon Gattaz, Paris Fayard, 1999.
- Juifs et Allemands: Pré Histoire d'un génocide, Paris, PUF, 1999.
- Vingt et un siècles d'économie: en vingt et une dates-clés, Paris, Les Belles lettres, 2002.
- Économie du droit, Bd. 1: L'Invention de l'État, Paris, Les Belles lettres, 2003.
- L'Erreur économique: Comment économistes et politiques se trompent et nous trompent, Paris, Denoël, 2003.
- Économie du droit, Bd. 2: Les Personnes et les choses, Paris, Les Belles lettres, 2004.
- Les Papes, l'Église et l'argent: histoire économique du christianisme des origines à nos jours, Paris, Bayard, 2005.
- Le marché de Dieu : L'économie des religions monothéistes, Paris, Denoël, 2008.
- Enquête sur l’antisémitisme musulman. De ses origines à nos jours, Paris, Michalon, 2010.
- Le Jour où la France sortira de l’Euro, Paris, Michalon, 2010.
- Delenda America, Lyon, Éditions Baudelaire, 2011. Publication en ebook, Copenhague, ToucheNoire, 2011.
- La Monnaie, histoire d’une imposture, cosigné avec Charles Le Lien, Paris, Perrin, 2012.
- Chômeurs ou esclaves : Le dilemme français, Paris, Pierre-Guillaume de Roux Editions, 2013.
- Non, l'Allemagne n'était pas coupable, Europolis, 2014